# Forcalhos
Forcalhos is een plaats (freguesia) in de Portugese gemeente Sabugal en telt 108 inwoners (2001).